# Альфонсо Кано
Гільєрмо Леон Саенс Варгас (ісп. Guillermo León Sáenz Vargaz; 22 червня 1948, Богота, Колумбія — 4 листопада 2011), відоміший як Альфонсо Кано (Alfonso Cano). Лідер  Революційних збройних сил Колумбії (FARC-EP), глава одного з політичних рухів FARC — Підпільної Колумбійської комуністичної партії (Partido Comunista Colombiano Clandestino). Комуніст, марксист. Пост лідера FARC зайняв після смерті творця руху Мануеля Маруланди.

## Біографія

### Дитинство, юність, студентські роки
Про дитинство, юність і студентські роки Альфонсо Кано відомо надзвичайно мало. Він закінчив юридичний (за іншими даними — антропологічний) факультет Національного Університету Колумбії, був лідером студентського співтовариства. Під час навчання неодноразово стикався з поліцією, був не раз арештований за організацію масових акцій протесту. В університеті вступив в Комуністичну партію Колумбії.

### Діяльність в FARC
Незабаром після закінчення університету пішов у підпілля. Вважається одним з головних ідеологів FARC. У 2000 р. брав участь у створенні Підпільної комуністичної партії Колумбії (Partido Comunista Colombiano Clandestino), що стала головною політичною організацією FARC.
З 2002 р. внесено до «чорного списку» терористів, опублікованого урядом Колумбії. За кожного лідера FARC — живого або мертвого — колумбійський уряд пропонує по 500 000 доларів США. У список нарівні з Альфонсо Кано були включені польові командири FARC — Родріго Лондоньо (Rodrigo Londoño), Герман Брісеньо (Germán Briceño), Овідій Рікардо (Ovidio Ricardo), Ефраін Гусман (Efraín Guzmán) і Хоакін Гомес (Joaquín Gómez). До травня 2008 р. у цьому списку значився і Мануель Маруланда.

### Діяльність як лідера FARC
Після смерті творця і лідера FARC  Мануеля Маруланди Альфонсо Кано був офіційно проголошений главою FARC.
З початку 2008 р. колумбійська армія розпочала активне полювання на Альфонсо Кано. Після смерті Мануеля Маруланди президент Колумбії Альваро Урібе відрядив на піймання Кано близько 4 тисяч солдатів. В наш час[коли?] понад 6 тисяч солдатів перебувають в горах в районі Толіма, Вальє-дель-Каука і Каука, борючись проти 21-го Фронту FARC, що знаходиться під безпосереднім командуванням Кано.
6 березня 2008 «Маямі Геральд» (Miami Herald) з посиланням на колумбійську «Ель Тьемпо» (El Tiempo) повідомила, що "війська, що переслідують одного з лідерів FARC, відомого як «Альфонсо Кано», повідомляють, що він був поранений в результаті вертолітної атаки 21 лютого ". «El Nuevo Herald» також повідомила, що під час атаки Кано пробивався до кордону між двома департаментами — Толімою та Вальє-дель-Каука, і не був спійманий тільки через сильний дощ, який перешкодив вертольотам.
У листопаді 2009 року газета «Ель Еспектадор», посилаючись на джерела в збройних силах Колумбії, повідомила про деякі зміни всередині керівництва FARC: згідно з цим повідомленням, вплив Альфонсо Кано в організації значно ослаб, зокрема у зв'язку з майже повною відсутністю надійних засобів комунікації в його розпорядженні. Супутниковий телефонний зв'язок, який він використовував раніше, а також інтернет-комунікації Альфонсо Кано жорстко контролюються армією та органами безпеки Колумбії, які йдуть буквально по його п'ятах. Йому доводиться постійно міняти своє місце розташування, не залишаючись більше двох ночей в одному і тому ж місці. Практично залишаючись в ізоляції, Кано вже не може відігравати важливу роль в керівництві FARC. На противагу цьому, вплив двох інших керівників організації — Івана Маркеса і Тімолеона Хіменеса неухильно зростає. Залишаючись поза Колумбією або час від часу перетинаючи кордони країни, їм вдається координувати дії FARC і давати накази та інструкції рядовим членам. За словами представників колумбійської армії, в FARC практично відбувся внутрішній «державний переворот», хоча і за згодою інших керівників. Основну роль в FARC тепер грає Іван Маркес.

## Смерть
4 листопада 2011 Альфонсо Кано був убитий колумбійськими спецслужбами. Кано помер в результаті поранення, отриманого в бою з урядовими військами. За словами представника міністерства оборони Колумбії Хуана Карлоса Пінзона, Кано був убитий під час бойової операції в горах на південному заході країни. Як проходила операції, під час якої був убитий Кано, відомо небагато — за деякими даними, лідер ФАРК загинув в результаті авіанальоту на базу в джунглях. Повідомляється також, що визначити місцезнаходження Кано вдалося в результаті перехоплення дзвінків по мобільному телефону. За інформацію, яка дозволить зловити лідера ФАРК, колумбійська влада пропонувала нагороду в 4 мільйони доларів США. Силові структури також ліквідували особистого радиста Кано і його подругу. У полон потрапили четверо членів ФАРК, включаючи керівника служби безпеки лідера. Розшук Альфонсо Кано вівся більше 3-х років спеціально створеним для цієї мети підрозділом.